# 隆安东站
隆安东站，位于中华人民共和国广西壮族自治区南宁市隆安县南圩镇连安村，是南昆客运专线上的铁路车站，于2016年1月10日启用营运，南宁铁路局管辖。

## 車站設計
車站设计融入壮族古代传统建筑风格，并结合「那文化」元素。

## 車站周邊
- 南圩镇财政所
- 南圩镇小学
- 隆安县南圩镇初级中学
- 中国邮政储蓄银行南圩邮政储蓄所
- 南圩镇政府

## 歷史
- 2016年1月10日通车启用。[3]

## 外部連結
- 中国铁路客户服务中心 （页面存档备份，存于）